# Colorado City, Texas
Colorado City är administrativ huvudort i Mitchell County i Texas.  Enligt 2010 års folkräkning hade Colorado City 4 146 invånare.